# Michael Lodge

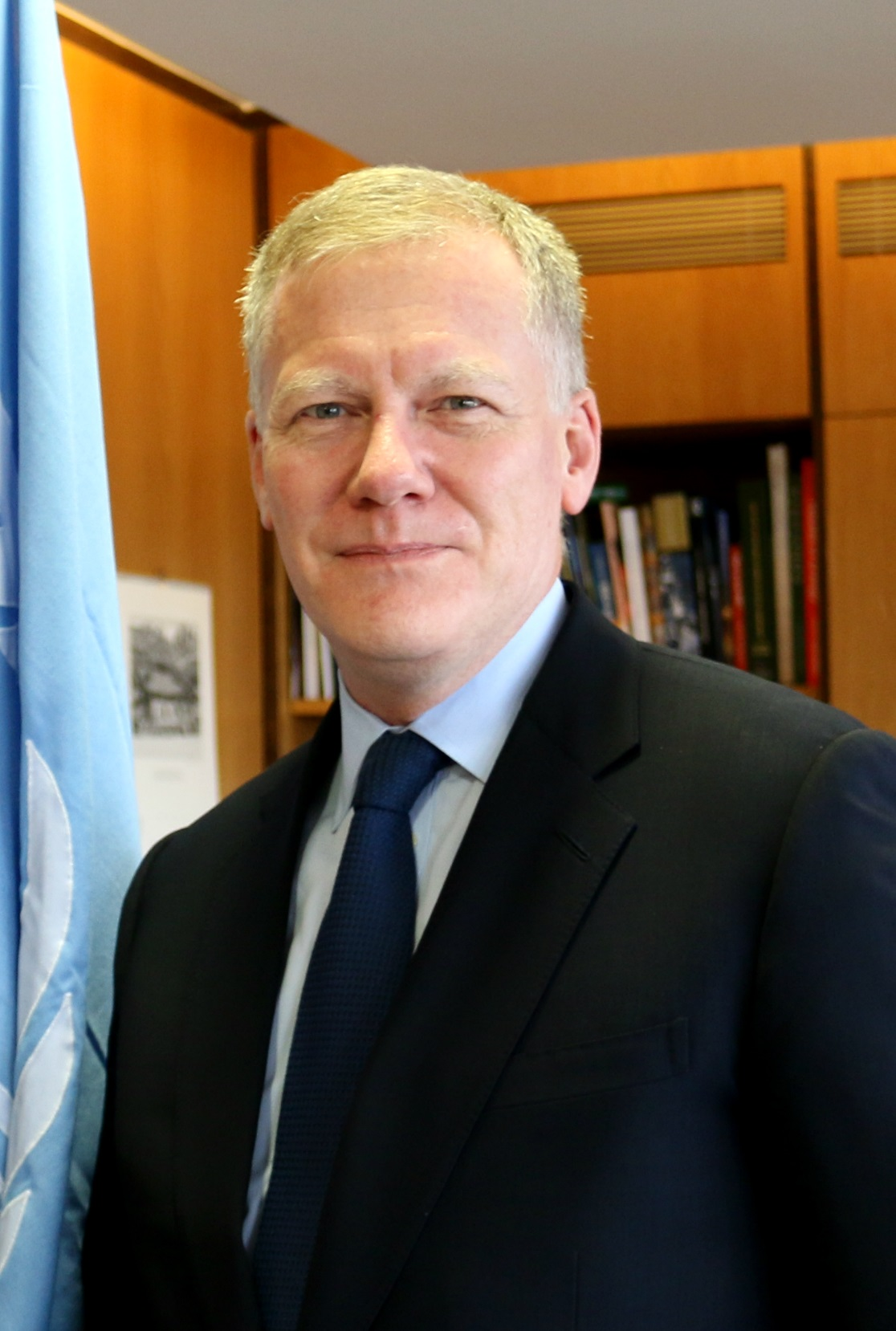
Michael Lodge (2018)

Michael W. Lodge (* vor 1980) ist ein britischer Politikwissenschaftler. Er leitete von Anfang 2017 bis Ende 2024 als Generalsekretär die Internationale Meeresbodenbehörde (ISA) in der jamaikanischen Hauptstadt Kingston.

## Biographie
Michael Lodge studierte zunächst Rechtswissenschaften an der University of East Anglia, wo er einen Bachelor of Laws erwarb, anschließend absolvierte er einen Masterstudiengang in marine policy an der London School of Economics. In der Folge erhielt er die Zulassung zur Anwaltskammer Gray’s Inn.
1991 wurde Lodge Rechtsberater bei der South Pacific Forum Fisheries Agency und verhandelte in dieser Zeit federführend für die Inselstaaten des Südpazifiks das Fischbestandsabkommen der Vereinten Nationen von 1995. 1996 wechselte er zur Internationalen Meeresbodenbehörde. Von 2004 an war er Berater für Nachhaltige Entwicklung bei der OECD. Von 2006 bis 2016 wirkte er als unabhängiger Schiedsrichter beim Marine Stewardship Council. Von 2011 bis 2016 war Lodge Mitglied des Global Agenda Council on Oceans des Weltwirtschaftsforums.
Im Oktober 2007 wurde er Stellvertreter des Generalsekretärs der Internationalen Meeresbodenbehörde, des Ghanaers Nii Allotey Odunton. Er spielte eine zentrale Rolle bei der Schaffung und Umsetzung der ersten internationalen Regulierungsregelung für den Meeresbodenbergbau. Er trug auch zur Sicherung der weltweiten Fischbestände bei, indem er den Prozess der Gründung der Fischereikommission für den westlichen und mittleren Pazifik vom Konzept bis zu ihrer Einrichtung als größte regionale Fischereiorganisation der Welt leitete. Darüber hinaus unterstützte er maßgeblich die Pew Charitable Trusts bei der Einrichtung der Global Ocean Commission.
Im Juli 2016 wurde Lodge zum Nachfolger Oduntons als Generalsekretär für die Periode 2017 bis 2020 gewählt. 
Schwerpunktmäßig leitete Lodge die Verhandlungen über den ersten internationalen Rechtsrahmen für den Tiefseebergbau in Meeresregionen, die nicht unter nationaler Hoheit stehen. Ihm wird vorgeworfen, dass er den Beginn des Tiefseebergbaus forciere, ohne dass mögliche Gefahren ausreichend erforscht seien, und dass beim ihm eine zu große Nähe zu Industrieinteressen bestünden. Im Zentrum der Diskussionen steht der Abbau sogenannter Manganknollen, die Metalle wie Mangan, Kobalt, Kupfer und Nickel enthalten, die beispielsweise für die Herstellungen von Akkumulatoren benötigt werden.
Im August 2024 wurde Leticia Carvalho als Lodges Nachfolgerin zur Leiterin der Internationalen Meeresbodenbehörde (ISA) für die Periode 2025 bis 2028 gewählt.

## Positionen
Lodge bekennt sich zu den Prinzipien der International Gender Champions, die ein geschlechtergerechtes Verhalten in internationalen Organisationen fördern.

## Auszeichnungen
- 2007 Associate Fellow am Chatham House, London
- 2012 Visiting Fellow am Somerville College, Oxford

## Publikationen (Auswahl)
- Michael W. Lodge: Research Handbook on International Marine Environmental Law: Second Edition. 2023, Protecting the marine environment of the deep seabed (englisch).
- Lodge, M.W., McKinnon, M.B.: Perspectives on Deep-Sea Mining: Sustainability, Technology, Environmental Policy and Management. 2022, Sharing Financial Benefits from Deep Seabed Mining: The Case for a Seabed Sustainability Fund (englisch).
- Lodge, M.W.: Regulating Access and Sustainable Development of Deep-Sea Minerals for the Benefit of All Humanity. In: Marine Technology Society Journal 55(6), pp. 12–15. 2021 (englisch).
- The Common Heritage of Mankind. In: The International Journal of Marine and Coastal Law 27(4):733-742. Januar 2012, doi:10.1163/15718085-12341248 (englisch).
- Michael W. Lodge: International Seabed Authority. In: The International Journal of Marine and Coastal Law 26(3):463-480. Januar 2011, doi:10.1163/157180811X576929 (englisch).